# Robert James Carlson
Robert James Carlson (Minneapolis, 30 giugno 1944) è un arcivescovo cattolico statunitense, dal 10 giugno 2020 arcivescovo emerito di Saint Louis.

## Biografia

### Formazione e ministero sacerdotale
Formatosi prima nel Seminario minore "Nazareth Hall" e poi nel seminario arcidiocesano "Saint Paul" a Saint Paul, Robert James Carlson è stato ordinato sacerdote per l'arcidiocesi di Saint Paul and Minneapolis il 23 maggio 1970.
Dopo l'ordinazione ha svolto i seguenti uffici: vice parroco della "Saint Raphael Parish" a Crystal dal 1970 al 1972; vice parroco della "Saint Margaret Mary Parish" a Golden Valley dal 1972 al 1973 e amministratore parrocchiale dal 1973 al 1976; direttore vocazionale e vice cancelliere dal 1976 al 1977. Dal 1977 al 1979 ha seguito gli studi di diritto canonico presso l'Università Cattolica d'America a Washington. Dal 1979 al 1983 è stato cancelliere della curia diocesana e parroco della "Saint Leonard of Port Maurice Parish".

### Ministero episcopale
Nominato vescovo titolare di Avioccala ed ausiliare dell'arcidiocesi di Saint Paul and Minneapolis il 19 novembre 1983, è stato consacrato l'11 gennaio dell'anno successivo.
Il 13 gennaio 1994 è stato nominato vescovo coadiutore della diocesi di Sioux Falls, divenendone ordinario il 21 marzo 1995.
Il 29 dicembre 2004 è stato nominato vescovo di Saginaw. Il 21 aprile 2009 è stato nominato arcivescovo metropolita di Saint Louis.
Il 10 giugno 2020 papa Francesco ha accolto la sua rinuncia per raggiunti limiti d'età.

## Genealogia episcopale e successione apostolica
La genealogia episcopale è:
- Cardinale Scipione Rebiba
- Cardinale Giulio Antonio Santori
- Cardinale Girolamo Bernerio, O.P.
- Arcivescovo Galeazzo Sanvitale
- Cardinale Ludovico Ludovisi
- Cardinale Luigi Caetani
- Cardinale Ulderico Carpegna
- Cardinale Paluzzo Paluzzi Altieri degli Albertoni
- Papa Benedetto XIII
- Papa Benedetto XIV
- Cardinale Enrico Enriquez
- Arcivescovo Manuel Quintano Bonifaz
- Cardinale Buenaventura Córdoba Espinosa de la Cerda
- Cardinale Giuseppe Maria Doria Pamphilj
- Papa Pio VIII
- Papa Pio IX
- Cardinale Alessandro Franchi
- Cardinale Giovanni Simeoni
- Cardinale Antonio Agliardi
- Cardinale Basilio Pompilj
- Cardinale Adeodato Piazza, O.C.D.
- Cardinale Luigi Raimondi
- Arcivescovo John Robert Roach
- Arcivescovo Robert James Carlson

La successione apostolica è:
- Vescovo Edward Matthew Rice (2011)
- Arcivescovo Mark Steven Rivituso (2017)
- Arcivescovo William Shawn McKnight (2018)